# برسونه
برسونه (به ایتالیایی: Bersone) یک کومونه در ایتالیا است که در ترنتینو واقع شده‌است. برسونه ۹٫۸ کیلومتر مربع مساحت و ۲۹۰ نفر جمعیت دارد.